# 撒拉薩大追殺
《撒拉薩大追殺》（英語：Cartels，或稱作）是一部2017年美國動作片，由柯尼·維克斯曼執導，史蒂芬·席格和路克·高斯主演。该片主要讲述一名名叫“撒拉萨”的黑帮大佬被追杀的故事。
该片公映于2017年7月7日，DVD版本于2017年9月19日发布。

## 外部連結
- 互联网电影数据库（IMDb）上《撒拉薩大追殺》的资料（英文）
- 爛番茄上《撒拉薩大追殺》的資料（英文）